# Shaolin (humoriste)
Shaolin, de son vrai nom Francisco Jozenilton Veloso, né le 8 mai 1971 à Coremas dans le Paraíba, au Brésil et mort le 14 janvier 2016 à Campina Grande, est un humoriste, dessinateur, animateur de radio et de télévision brésilien.

## Biographie
Né à Coremas, dans l’État du Paraíba, en 1971, Shaolin commence sa carrière au Teatro Municipal Severino Cabral de Campina Grande.
Il est caricaturiste politique pour les journaux A Palavra, Jornal da Paraíba et Revista Nordeste, puis également animateur de radio à l'antenne de Rádio Campina Grande.
Shaolin épouse Laudiceia Veloso en décembre 1994 avec laquelle il a deux enfants.
Durant les années 2000, il participe à plusieurs shows comme Domingão do Faustão, A Praça è nossa et Show do Tom. Son dernier spectacle s'intitule Tudo è possível (Tout est possible) avec Ana Hickmann où il imite, en se moquant d'eux, des personnages célèbres comme Leonardo, Joelma da Banda Calypso et Zezé di Camargo. 
Il meurt le 14 janvier 2016 à Campina Grande, des suites d'une infection respiratoire.

### L'accident automobile
Durant la nuit du 19 janvier 2011, il est victime d'un grave accident d'automobile à Campina Grande sur la route BR-230 : sa voiture percute un camion et Shaolin est gravement blessé,. Le mois de mai suivant, il quitte l'unité de soins intensifs pour une chambre de convalescence, qu'il quitte alors qu'il n'est pas encore guéri afin de rentrer chez lui. En septembre 2012, il recommence à communiquer avec les paupières, à l'aide d'un appareil que lui a donné son amie Ana Hickmann.

## Galerie

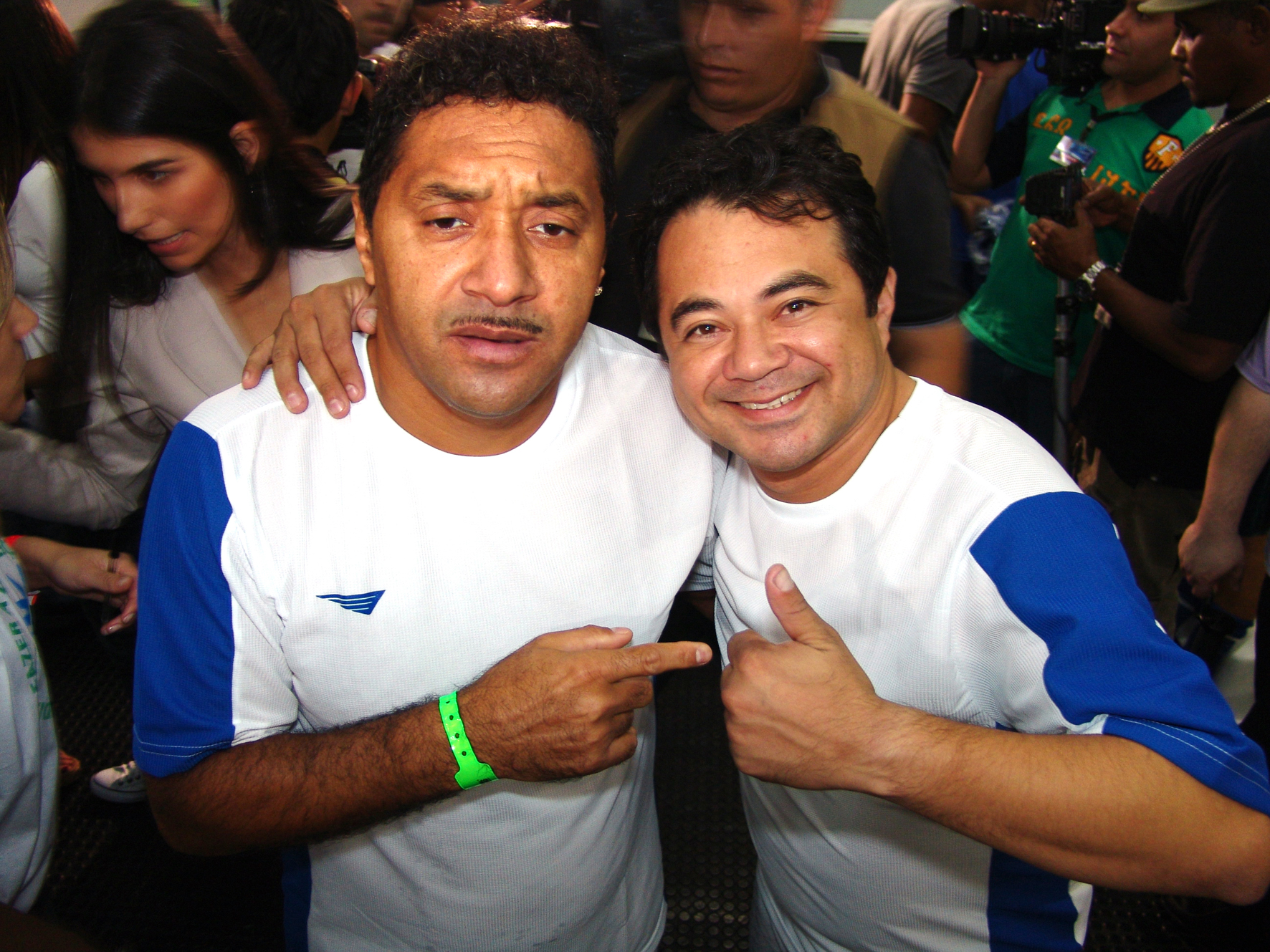
Shaolin, avec son ami humoriste Tiririca, à gauche.